# Владивостокский цирк
Владивостокский цирк — второй капитальный цирк на Дальнем Востоке. Его официальным днем рождения является 31 декабря 1973 года.

## История
Регулярные цирковые представления стали даваться в городе с начала XX века в зданиях временного типа. Выступали, как правило, семейные труппы — Александровы-Серж, братья Винкины, И. Г. Бондаренко. В 1910 году предприниматель И. К. Боровиков построил зимний цирк-театр на 1-й Морской улице и сдавал его в аренду различным антрепренёрам.
В 1914 году во Владивостоке работал цирк Ф. И. Изако в здании, собранном из гофрированных листов оцинкованного железа. В цирке Изако 25 августа 1914 года известный прыгун И. Е. Сосин впервые исполнил рекордный по тому времени трюк — двойное сальто в партере.
В 1915 году цирковой предприниматель А. Н. Мартини построил новый зимний цирк-театр.
После революции 1917 года представления шли в деревянных помещениях под брезентовой крышей главным образом в летний сезон силами различных коллективов. В конце 1920-х годов Владивостокский цирк входил в систему Дальневосточного УЗП.
С 1938 года Владивосток обслуживался цирком-шапито.
Среди директоров — Леонид Викторович Асанов (1938—1941), Виктор Станиславович Привато (1941—1942), Михаил Федорович Залевский, Анатолий Макарович Буренко (1973—1992).
31 декабря 1973 года было сдано в эксплуатацию новое капитальное здание цирка на 2400 мест на ул. Светланской (архитекторы — Соломея Максимовна Гельфер и Георгий Васильевич Напреенко, инженер — Владимир Алексеевич Шемякин).
16 декабря 2017 года цирк Владивостока завершил ремонт, представив зрителям шоу «Император львиц». Ввиду неудобства расположения задних рядов, были убраны три ряда посадочных мест в центральном секторе, таким образом количество мест было уменьшено с 2400 до 2034.
Арена цирка может преобразовываться в эстрадную площадку размером 350 м².

## Фото

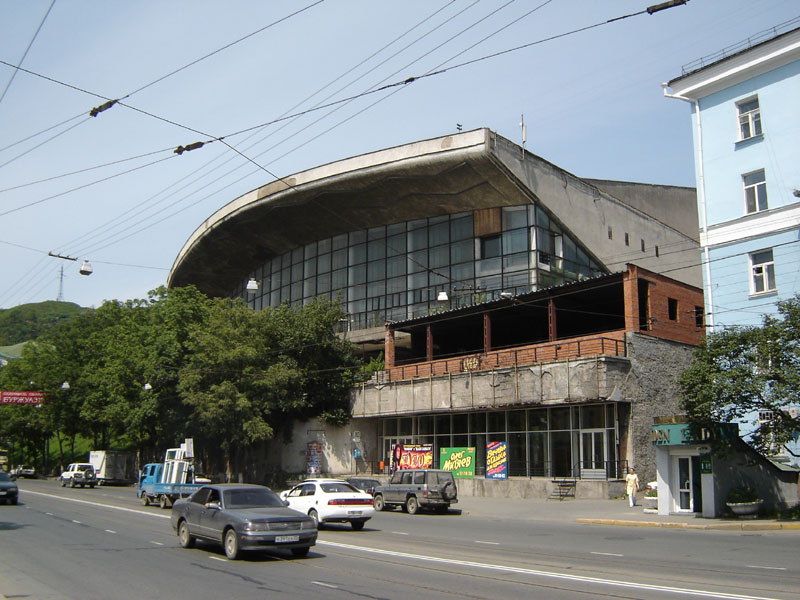
Цирк в 2005 году
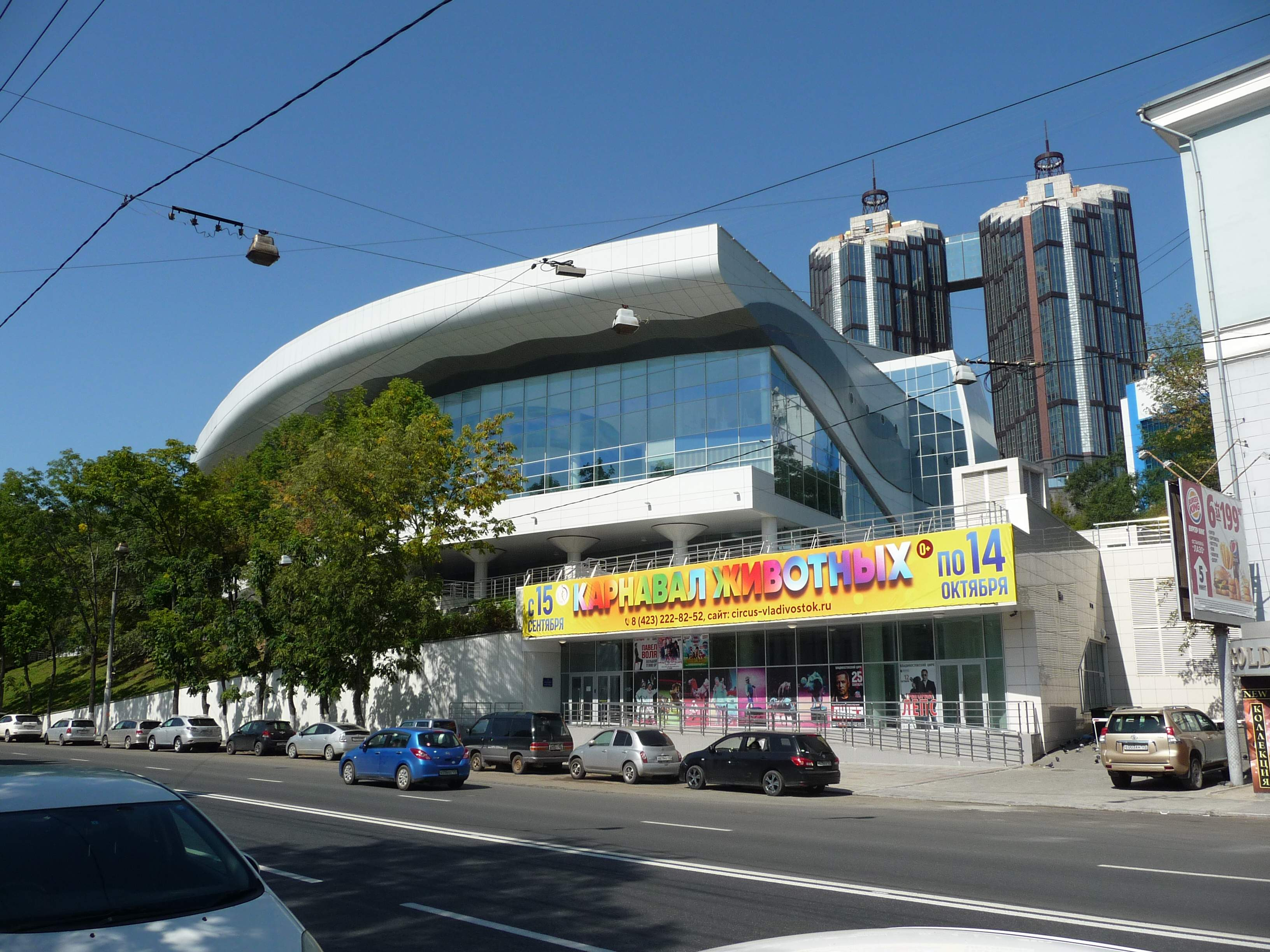
Цирк в 2018 году